# کوری کورتکسی

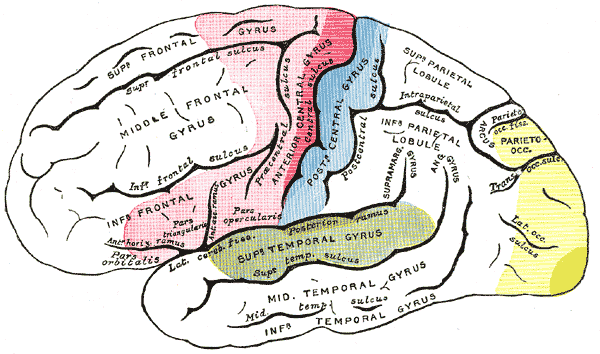
عصب‌شناسی بینایی

کوری قشری، کوری از دست دادن کامل یا بخشی بینایی در یک چشم به ظاهر نرمال است که ناشی از آسیب به قشر اکسیپیتال مغز است. کوری قشری می‌تواند اکتسابی یا مادرزادی و نیز ممکن است در برخی موارد گذرا باشد. کوری قشری اکتسابی که اغلب ناشی از کاهش جریان خون به قشر اکسیپیتال به دلیل انسداد از هر یک طرف یا دو طرف عروق مغزی خلفی (سکته مغزی ایسکمیک) یا توسط عمل جراحی قلب باشد. در بسیاری از موارد از دست دادن کامل بینایی دائمی نیست و بیمار ممکن است مقداری از دید خود را خود را (اختلال بینایی قشر مغز) دوباره به دست بیاورد. کوری قشری مادرزادی اغلب ناشی از سکته مغزی پری ناتنال، آنسفالیت و مننژیت باشد.
به ندرت یک بیمار کوری قشری بداند که دید خود را از دست داده و این پدیده به عنوان Anton–Babinski سندرم شناخته شده‌است.
نابینایی قشری و اختلال بینایی قشر مغزی (CVI) که اشاره به از دست دادن بخشی از بینایی ناشی از آسیب‌های قشری است، هر به عنوان زیر مجموعه‌ای از اختلال بینایی عصبی (NVI). دسته‌بندی می‌شوند. (NVI و سه زیرگروه آن: نابینایی قشری و اختلال بینایی قشر مغز و تأخیر در ویژوال بلوغ—باید از اختلال بینایی چشمی از منظرهای مختلف مانند علت و محل اصلی، که آن به ترتیب کانون مغز و چشم است، متمایز شود. یک مارکر تشخیصی این است که مردمک افراد با کوری قشری دارای پاسخ نوری است در حالی که کسانی که دارای اختلال بینایی چشمی هستند واکنشی به نور ندارند.

## علائم
شایع‌ترین علائم به کوری قشری اکتسابی و گذرا عبارتند از:
- از دست دادن کامل حس بصری و حس دید
- باقی ماندن یا اختلال کم توانایی درک نور و/یا اشیای متحرک اما نه اشیا استاتیک (steven marwick سندرم)
- عدم تثبیت بصری و ردیابی[۴]
- انکار از دست دادن بینایی (Anton–Babinski سندرم)
- توهم بصری
- ماکولا اسپارینگ که در آن، مقدار کمی دید در ماکولا از کوری در امان است.

## علل
شایع‌ترین علت از کوری قشری ایسکمی (محرومیت از اکسیژن) لوب اکسیپیتال ناشی از انسداد یک یا هر دو شریان‌های خلفی مغزی است. اما در شرایط دیگر نیز کوری قشری گذرا و اکتسابی را باعث می‌شوند:
- ضایعات دو جانبه قشر بینایی
- عارضه جانبی برخی از داروهای ضد صرع (aedها)
- بیماری کروتزفلد جاکوب مرتبط با شروع سریع زوال عقل
- عفونت[۵]
- ضربه به سر به لوب اکسیپیتال مغز
- ناهنجاری‌های مادرزادی از لوب اکسیپیتال
- اکلامپسی[۶] و به ندرت پره اکلامپسی[۷][۸]
- هیپرآمونمی[۹]

شایع‌ترین علل کوری قشری مادرزادی:
- آسیب مغزی تروماتیک (TBI) به لوب اکسیپیتال مغز
- ناهنجاری‌های مادرزادی از لوب اکسیپیتال
- ایسکمی پری ناتال
- آنسفالیت
- مننژیت

## تشخیص
یک بیمار مبتلا به کوری قشری هیچ دیدی ندارد منتها پاسخ مردمک به نور دست نخورده‌است (به عنوان رفلکس ی که شامل قشر نمی‌باشد). بنابراین، یک تست تشخیصی برای کوری قشری این است که اولی اعصاب بینایی و عملکردها ی چشمی غیرتوابع قشری را ارزیابی کنیم. این شامل این است که بیمار بتواند نور/تاریک را تشخیص دهد و این که مردمک‌ها در معرض نور جمع و دیلاته شوند. سپس از بیمار خواسته می‌شود چیزی که او/او قادر خواهد بود دید طبیعی بشناسد توصیف کند. برای مثال بیمار می‌توانیم از بیمار موارد ذیل را بخواهیم :
- " انگشتان دست من چند عدد است ؟"
- " این تابلو چه می‌گوید ؟"
- "چه نوعی مشین خریدی در اتاق است؟ (اسم برند را بگوید)

بیماران مبتلا به کوری قشری قادر به شناسایی هیچ مورد نخواهند بود یا قادر به ارائه هر گونه اطلاعات دیگر غیر از رنگ یا شاید شکل کلی نیستند. این نشانگر نقص نورولوژیک به جای آکولار است. این را به‌طور خاص نشان می‌دهد که قشر اکسیپیتال به درستی قادر به پردازش و تفسیر ورودی دست نخورده که از شبکیه می‌آید نیست.
افتالموسکوپ باید در موارد کوری قشری نرمال باشد. کوری قشری می‌تواند با توهم ویژوال، انکار از دست دادن بینایی (Anton–Babinski سندرم) و توانایی برای درک اشیا محرک و نه استاتیک همرا باشد (Steven marwick سندرم).

## نتیجه
پیش آگهی یک بیمار کوری قشری اکتسابی تا حد زیادی بستگی به علت اصلی کوری دارد. برای مثال بیماران با ضایعات دو جانبه اکسیپیتال شانس بازیابی بینایی بسیار پایینی نسبت به بیمارانی که دچار حمله ایسکمیک گذرا یا زنانی که تجربه عوارض مرتبط با اکلامپسی هتند دارند. در بیماران مبتلا به کوری قشری از دست دادن کامل بینایی دائمی نادر است. توسعه کوری قشری به نوع خفیف تر اختلال بینایی قشر مغز است که به احتمال زیاد نتیجه آخر باشد. علاوه بر این برخی از بیماران به‌طور کامل دید خود را به دست می‌آورند، برای مثال در مورد کوری قشری گذرا همراه با پره اکلامپسی و عوارض جانبی برخی از داروهای ضد صرع.
تحقیقات اخیر توسط Krystel R. Huxlin و دیگران راجع به یادگیری پیچیده بصری به دلیل V1 آسیب دیده به‌طور بالقوه برای درمان افراد مبتلا کوری قشری امیدوار کننده است. این درمان تمرکز بر بازآموزی و retuning خاص و مسیرهای خاص دست نخورده از قشر بینایی هستند که بیشتر یا کمتر در افرادی که آسیب پایدار به V1 دارند، حفظ شده‌است. Huxlin و دیگران دریافتند که آموزش‌های خاص با تمرکز بر استفاده از "زمینهٔ کور " از افرادی آسیب V1 پایدار داشتند، به بهبود توانایی بیمار در درک اشیا ساده و پیچیده بصری کمک می‌کند این نوع از ' درمان بازآموزی ممکن است یک راه حل خوب برای بیماران مبتلا به کوری قشری اکتسابی در جهت حس بهتر محیط بصری باشد.